# Zacualpan (Colima)
Zacualpan es una localidad del estado mexicano de Colima. Es parte del municipio de Comala.

## Toponimia
El nombre «Zacualpan» proviene de los términos en náhuatl tzacualli, promontorio; pan, lugar. Su significado es «lugar de promontorios».

## Demografía
| Gráfica de evolución demográfica |
|                                  |

| Censo | Población |
| ----- | --------- |
| 1900  | 1 282     |
| 1910  | 381       |
| 1921  | 406       |
| 1930  | 402       |
| 1940  | 468       |
| 1950  | 566       |
| 1960  | 731       |
| 1970  | 923       |
| 1980  | 1 160     |
| 1990  | 1 438     |
| 2000  | 1 722     |
| 2010  | 1 905     |
| 2020  | 1 971     |